# Juan Castillo Ojugas

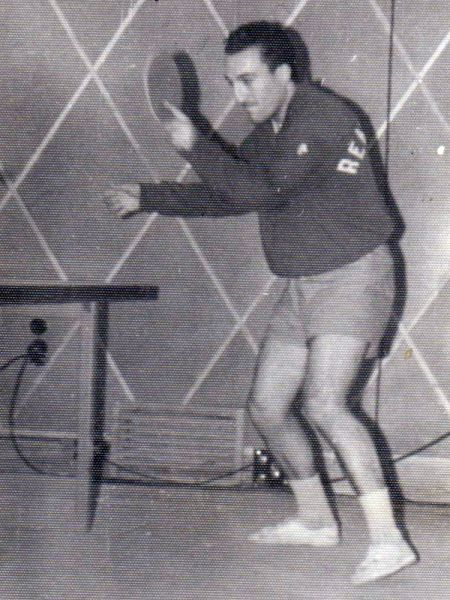
Imatge de Juan Castillo Ojugas amb l'equipament del Reial Madrid.

Juan Castillo Ojugas (Madrid, 23 de juny de 1932 - 9 de març de 2014) fou un jugador de tennis de taula espanyol.
Es formà a Los Luises de Madrid i, posteriorment, jugà amb el Reial Madrid. Per motius laborals es traslladà a Barcelona, on competí amb el Club Ariel guanyant una Lliga espanyola (1968) i una Copa (1968). Es proclamà campió d'Espanya en deu ocasions, tres en individual (1956, 1967, 1972), cinc en dobles (1959, 1966, 1967, 1970, 1972) i dos en mixtos (1965, 1966). En l'àmbit provincial, fou set vegades campió provincial de Barcelona, sis en dobles (1963, 1965, 1966, 1968, 1969, 1972) i un en dobles mixtos (1966). Internacional amb la selecció espanyola, participà a tres Campionats del Món (1957, 1959, 1973). Fou directiu de la Reial Federació Espanyola de Tennis de Taula i soci d'honor del Club Ariel. Llicenciat per la Universitat Complutense de Madrid, publicà diversos articles sobre terrisseria de Guadalajara.